# 卡萨尔沃洛内
卡萨尔沃洛内（義大利語：Casalvolone），是意大利诺瓦拉省的一个市镇。总面积17平方公里，人口893人，人口密度52.5人/平方公里（2009年）。ISTAT代码为003041。